# 觉恩乡
觉恩乡，是中华人民共和国西藏自治区昌都市丁青县下辖的一个乡镇级行政单位。

## 行政区划
觉恩乡下辖以下地区：
觉恩村、巴河村、卡龙村、金卡村、绒通村和麦日村。